# 대의
《대의》(Great Cause)는 한국에서 제작된 박우상 감독의 1976년 영화이다. 이대근 등이 주연으로 출연하였고 김태수 등이 제작에 참여하였다.

## 출연

### 주연
- 이대근
- 김무생
- 이왕

## 기타
- 원작자: 이일목